# Jean-Louis Hurst
Pour les articles homonymes, voir Hurst.
Jean-Louis Hurst, né le 18 septembre 1935 à Nancy (Meurthe-et-Moselle) et mort le 13 mai 2014 à Villejuif (Val-de-Marne), est un journaliste, enseignant et militant anticolonialiste français, déserteur pendant la guerre d'Algérie.

## Biographie
Fils de militaire, il passe une partie de la Deuxième Guerre mondiale en Algérie, où son père s'est réfugié en 1940 pour continuer le combat malgré l'armistice. Après la guerre, la famille rentre en Alsace et il conserve des liens étroits avec deux Algériens qui l'accompagnent. Sensibilisé à la question du tiers-monde, il adopte dès l'adolescence des idées anticolonialistes. À l'occasion d'un voyage en Égypte et en Israël (1953), il découvre la cause palestinienne. À son retour, il adhère au Parti communiste français et devient instituteur.

### Guerre d'Algérie
En 1957, il s'engage dans l'armée française dans le but de l'infiltrer et obtient le grade de lieutenant. Lorsqu'il est envoyé combattre en Algérie, il déserte (1958) et intègre un réseau de «porteurs de valises» (Français soutiens du FLN) mené par Francis Jeanson, puis Henri Curiel. Il crée, avec Louis Orhant, Gérard Méier et Robert Davezies,  le mouvement Jeune Résistance qui regroupe des insoumis et des déserteurs français opposés à la guerre d'Algérie et des militants qui les soutiennent. 
Jean-Louis Hurst n'était pas objecteur de conscience mais « déserteur engagé » contre la guerre coloniale. Cette dernière finie, il se présente dans une caserne le 25 octobre 1962. Après quelques mois de prison, il finit son temps de service.

### Le Déserteur
En 1960, sous le pseudonyme de Maurienne, il publie aux Éditions de Minuit Le Déserteur, un manifeste anticolonialiste. Celui-ci est immédiatement interdit et saisi. L'auteur et son éditeur, Jérôme Lindon, sont poursuivis et condamnés pour «provocation de militaires à la désobéissance». L'ouvrage circule cependant dans le milieu étudiant et, en 1962, les Éditions de Minuit publient un ouvrage racontant le procès, Provocation à la désobéissance, le procès du Déserteur».

### Enseignement
Après la fin de la guerre, il reste pendant quelques années en Algérie, où il enseigne au collège de Larba Nath Iraten et à l'École des cadets de la Révolution, puis rentre en France en 1968 et enseigne jusqu'en 1972. 

### Journalisme
En 1973, il entre à Libération comme journaliste, peu après sa création. Il travaille surtout sur des sujets sociaux et éducatifs. Au début des années 1980, il est l'un des premiers à observer et à décrire l'émergence du raï. Pendant les années 1990, il fait partie du Comité international de soutien aux intellectuels algériens.

## Décès
Conformément à ses volontés, Jean-Louis Hurst est enterré le 21 mai 2014 dans le cimetière chrétien de Diar Es-Saâda à Alger, aux côtés de son épouse, Heike.